# Trucafort
Trucafort, nom de fum de Gabriel Torrent de la Goula, és un personatge propi de la mitologia catalana, caracteritzat com un home alt com una muntanya, amb una barba tan llarga que la trepitja en caminar.
Comú en les històries per a la mainada a Castellar de n'Hug, segons l'obra Folklore de Catalunya de Joan Amades i Gelats, el Trucafort carrega dues pedres, una sobre el cap i una altra deu cops més pesant que descarrega sobre els nens que no fan bondat.
Entre els anys 1970 i 1990 fou un personatge comú dels contes populars catalans, inclòs en l'Educació Primària de Catalunya. És considerat un exemple rondallístic dels extrems de l'aparença física en el binomi gran-petit, atès que els gegants com el Trucafort són un dels més comuns d'aquesta mena en la tradició oral mediterrània.
Paradoxalment, la seva faceta de bandoler esdevé un exemple de contrast entre allò que va suposar realment la vida de Torrent de la Goula amb el romanticisme que ha perdurat en la llegenda del personatge mitològic popular, puix que la figura de Trucafort no segueix en cap cas els estàndards de bandoler d'esperit noble o mogut per raons de justícia social.